# Istoria vehiculelor rutiere cu aburi
Istoria vehiculelor rutiere cu aburi cuprinde dezvoltarea de vehicule acționate de un motor cu aburi pentru utilizare pe uscat și independent de șine, fie pentru utilizarea rutieră convențională, cum ar fi automobilul cu aburi și vagonul cu aburi, fie pentru lucrări agricole sau de transport greu, cum ar fi motorul de tracțiune.

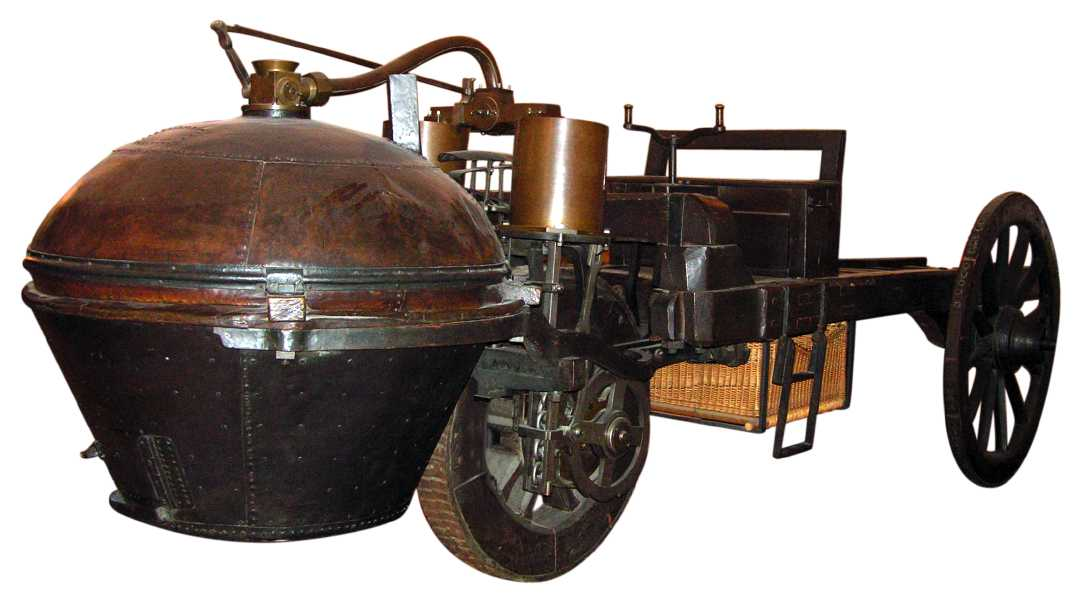
Vehiculul construit de Nicolas-Joseph Cugnot în 1772

Primele vehicule experimentale au fost construite în secolele al XVIII-lea și al XIX-lea, dar abia după ce Richard Trevithick a dezvoltat utilizarea aburului de înaltă presiune, în jurul anului 1800, motoarele cu abur mobile au devenit o propunere practică. În prima jumătate a secolului al XIX-lea s-au înregistrat mari progrese în proiectarea vehiculelor cu aburi, iar în anii 1850 a devenit viabilă producția comercială a acestora. Acest progres a fost încetinit de legislația care limita sau interzicea utilizarea vehiculelor cu aburi pe șosele. Cu toate acestea, între anii 1880 și 1920 au fost înregistrate îmbunătățiri continue în tehnologia vehiculelor și în tehnicile de fabricație, iar vehiculele rutiere cu aburi au fost dezvoltate pentru numeroase aplicații. În secolul al XX-lea, dezvoltarea rapidă a tehnologiei motoarelor cu combustie internă a dus la dispariția motorului cu aburi ca sursă de propulsie a vehiculelor în scop comercial, iar după cel de-al Doilea Război Mondial au rămas relativ puține vehicule în uz. Multe dintre aceste vehicule au fost achiziționate de entuziaști pentru a fi conservate, iar numeroase exemplare există încă. În anii 1960, problemele de poluare a aerului din California au dat naștere la o scurtă perioadă de interes pentru dezvoltarea și studierea vehiculelor cu aburi ca posibil mijloc de reducere a poluării. În afară de interesul entuziaștilor, de replicile ocazionale de vehicule și de tehnologia experimentală, în prezent nu există vehicule cu aburi în producție.
Primele vehicule cu aburi, care erau neobișnuite, dar nu rare, aveau dezavantaje considerabile, așa cum se vede din punctul de vedere al celor 100 de ani mai târziu. Erau lente la pornire, deoarece trebuia să se fiarbă apa pentru a genera aburul. Foloseau un combustibil murdar (cărbune) și scoteau un fum murdar. Combustibilul era voluminos și trebuia să fie pus pe vehicul cu mâna, folosind o lopată. Motorul avea nevoie de apă, iar dacă era folosit la viteză maximă, avea nevoie de apă mai des. Cele mai multe vehicule aveau roți de metal și o tracțiune mai puțin decât excelentă. Erau grele. La fel ca un cuptor, cenușa fierbinte trebuia îndepărtată și eliminată. În cele mai multe cazuri, utilizatorul trebuia să își facă singur întreținerea. Viteza era redusă, aproximativ 20 de mile (32 km) pe oră, iar accelerația era foarte lentă. În același timp, aceasta era "high tech" pentru acea vreme. Dezvoltările ulterioare au reprezentat o mare îmbunătățire, folosind combustibil lichid mai curat (kerosen), fiind echipate cu condensatoare și anvelope de cauciuc și fiind mult mai ușoare.

## Primii pionieri
Primele cercetări privind motorul cu aburi înainte de 1700 au fost strâns legate de căutarea de vehicule și nave autopropulsate, primele aplicații practice începând cu 1712 fiind instalații staționare care funcționau la presiuni foarte scăzute, ceea ce presupunea motoare de dimensiuni foarte mari. Reducerea dimensiunilor necesară pentru transportul rutier a însemnat o creștere a presiunii aburului, cu toate pericolele aferente, din cauza tehnologiei inadecvate a cazanelor din acea perioadă. Un adversar puternic al aburului de înaltă presiune a fost James Watt, care, împreună cu Matthew Boulton, a făcut tot ce i-a stat în putință pentru a-l descuraja pe William Murdoch să dezvolte și să breveteze trăsura sa cu aburi, construită și pusă în funcțiune sub formă de model în 1784. În 1791 a construit o trăsură cu aburi mai mare, pe care a trebuit să o abandoneze pentru a face alte lucrări.
În ultima parte a secolului al XVIII-lea, au existat numeroase încercări de a produce vehicule autopropulsate dirijabile. Multe au rămas sub formă de machete. Progresul a fost împiedicat de multe probleme inerente vehiculelor rutiere în general, cum ar fi suprafețele rutiere adecvate, o instalație de propulsie adecvată care să ofere o mișcare rotativă constantă, anvelope, caroserie rezistentă la vibrații, frânare, suspensie și direcție, printre altele. Se poate spune că complexitatea extremă a acestor probleme a împiedicat progresul pe parcursul a peste o sută de ani, la fel de mult ca și legislația ostilă.

### Trăsura cu aburi Verbiest
Se sugerează că Ferdinand Verbiest ar fi construit ceea ce ar fi putut fi prima trăsură cu aburi în jurul anului 1679, dar se știe că există foarte puține informații concrete în acest sens. De asemenea, se pare că vehiculul belgian a servit drept sursă de inspirație pentru succesorul italian Grimaldi (începutul anului 1700) și pentru succesorul francez al trăsurii cu aburi Nolet (1748).

### Cugnot "Fardier à vapeur"
"Machine à feu pour le transport de wagons et surtout de l'artillerie" ("mașină de foc pentru transportul vagoanelor și mai ales al artileriei") a lui Nicolas-Joseph Cugnot a fost construită în două versiuni, una în 1769 și alta în 1771, pentru a fi folosită de armata franceză. Acesta a fost primul vagon cu aburi care nu era o jucărie și despre care se știa că există. Fardierul lui Cugnot, un termen aplicat de obicei unei căruțe masive pe două roți pentru încărcături excepțional de grele, era destinat să poată transporta 4 tone (3,9 tone) și să se deplaseze cu o viteză de până la 4 km/h (2,5 mile pe oră). Vehiculul era de tip triciclu, cu două roți din spate și o roată din față dirijabilă, controlată de un timon. Există dovezi considerabile, din acea perioadă, că acest vehicul chiar a rulat, fiind probabil primul care a făcut acest lucru, însă a rămas un experiment de scurtă durată din cauza instabilității inerente și a faptului că nu a reușit să îndeplinească nivelul de performanță specificat de armată.

### Căruța cu aburi Symington
În 1786, William Symington a construit o trăsură cu aburi.

### Automobilul cu aburi Fourness și Ashworth
Un brevet britanic nr. 1674 din decembrie 1788 a fost acordat pentru un automobil cu aburi de către Fourness și Ashworth.

### Trăsura cu aburi Trevithick
În 1801, Richard Trevithick a construit un vehicul experimental cu aburi (Puffing Devil), care era echipat cu un focar închis în cazan, cu un singur cilindru vertical, mișcarea pistonului unic fiind transmisă direct la roțile motoare prin intermediul unor bielete de legătură. Conform rapoartelor, acesta cântărea 1520 kg cu încărcătură completă și avea o viteză de 14,5 km/h pe plat. În timpul primei sale călătorii, a fost lăsat nesupravegheat și s-a "autodistrus". Trevithick a construit în curând trăsura cu aburi londoneză, care a funcționat cu succes la Londra în 1803, dar întreprinderea nu a reușit să atragă interesul și s-a desființat curând.
În contextul vehiculului lui Trevithick, un scriitor englez pe nume "Mickleham" a inventat în 1822 termenul de "motor cu aburi":
"Acesta prezintă în construcție cea mai frumoasă simplitate a pieselor, cea mai înțeleaptă selecție a formelor adecvate, cea mai convenabilă și eficientă aranjare și conexiune care unește puterea cu eleganța, soliditatea necesară cu cea mai mare portabilitate, posedând o putere nelimitată cu o flexibilitate minunată pentru a se adapta la rezistența variabilă: poate fi numit într-adevăr motorul cu aburi."

### Evans Ambarcațiuni amfibii cu aburi
În 1805, Oliver Evans a construit Oruktor amphibolos (literal, excavator amfibiu), o dragă cu aburi, cu fundul plat, pe care a modificat-o pentru a fi autopropulsată atât pe apă, cât și pe uscat. Se crede în general că este primul vehicul amfibiu și primul vehicul rutier cu aburi care a circulat în Statele Unite. Cu toate acestea, nu a supraviețuit niciun proiect al mașinii, iar singurele relatări despre realizările sale provin de la Evans însuși. O analiză ulterioară a descrierilor lui Evans sugerează că este puțin probabil ca motorul de 5 CP (3,7 kW) să fi fost suficient de puternic pentru a deplasa vehiculul pe uscat sau pe apă și că traseul ales pentru demonstrație ar fi beneficiat de gravitație, de curenții râurilor și de maree pentru a ajuta la progresul vehiculului. Dragorul nu a fost un succes și, după câțiva ani de inactivitate, a fost dezmembrat pentru piese.

### Summers and Ogle steam carriage
În jurul anului 1830 sau 1831, Summers and Ogle, cu sediul la Iron Foundry, Millbrook, Southampton, a fabricat două trăsuri cu aburi cu trei roți.
În 1831, Nathaniel Ogle, de la firmă, a depus mărturie cu privire la trăsura cu aburi în fața "Select Committee of the House of Commons on Steam Carriages".
În 1832, unul dintre vagoanele lor cu aburi a călătorit prin Oxford spre Birmingham și Liverpool.
Un raport de ziar din iunie 1833 descria o demonstrație la Londra:
Sâmbăta trecută, domnul Nathaniel Ogle, însoțit de mai multe doamne, împreună cu domnul G Burdett, domnul Macgary, domnul C Bischoff, domnul Babbage și alți domni, s-a deplasat cu trăsura sa cu aburi de la Bazar din King Street, Portman Square, pentru a-l vizita pe domnul Rothschild la reședința sa din Stamford Hill. Vehiculul, deși a fost zdruncinat pe drumuri aproape șase sute de mile, este în stare eficientă. La început a fost perceptibilă o cantitate mică de abur rezidual, până când cazanele și carcasa s-au încins. Distanța de 11 km a fost parcursă în treizeci și unu de minute, fără a se ține cont de starea aglomerată a drumurilor, iar urcarea bruscă și îngustă până la casa domnului Rothschild a fost făcută cu o precizie perfectă, ceea ce era greu de așteptat de la un vehicul atât de lung și de greu de manevrat. Petrecerea a fost primită foarte urban și amabil de către doamna și domnul Rothschild și, după ce au luat o gustare, s-au întors pe Baker Street.

## Primele servicii de trăsuri cu aburi
Un succes comercial mai mare decât cel al trăsurii lui Trevithick au avut, pentru o vreme, serviciile de trăsuri cu aburi operate în Anglia în anii 1830, în principal de asociații lui Sir Goldsworthy Gurney și de Walter Hancock, printre alții, și în Scoția de John Scott Russell. Cu toate acestea, taxele rutiere grele impuse de Turnpike Acts au descurajat vehiculele rutiere cu aburi și au permis, pentru o scurtă perioadă de timp, menținerea monopolului tracțiunii cu cai, până la înființarea tronsoanelor de cale ferată în anii 1840 și 1850.
Sir James C. Anderson și partenerul său inginer Jasper Wheeler Rogers au fost primii care au adus în Irlanda vehicule cu propulsie cu aburi. Rogers și Anderson au creat versiunile lor ale acestor dispozitive în anii 1830 și la începutul anilor 1840, când au pledat pentru o rețea de transport la nivelul întregii insule, care să utilizeze drumurile cu trăsuri poștale ale Irlandei. Un articol din 1838 al Cork Southern Reporter despre "tracțiunea cu aburi sau trăsura pentru drumurile comune" a lui Anderson povestește cum Anderson și tatăl său (ambii din Buttevant Castle) au cheltuit "o avere pentru a construi douăzeci și nouă de trăsuri nereușite pentru a reuși cu a treizecea". Jasper Rogers și-a construit automobilele irlandeze cu aburi într-o fostă fabrică de sticlă cu cremene, Fort Chrystal, situată pe ceea ce este cunoscut astăzi ca fiind zidul de est al Dublinului.
Însoțind interesul lui Rogers și Anderson pentru îmbunătățirea transportului irlandez de mărfuri și persoane, aceștia au susținut în mod special vehiculele individuale propulsate cu aburi, deoarece operatorii, personalul rețelei de drumuri și echipele de lucru necesare pentru a întreține sistemul erau mult mai cuprinzătoare decât cele utilizate doar de un sistem feroviar, într-o perioadă în care Rogers și Anderson încercau să maximizeze ocuparea salariilor irlandeze. Aceștia puteau vedea că concurentul lor imediat, calea ferată, ar fi diminuat foarte mult necesarul de forță de muncă în cadrul infrastructurilor de transport din Irlanda. În mod similar, un sistem feroviar național ar contracta, mai degrabă decât să extindă, destinațiile de călătorie din interiorul insulei. Sistemul de vehicule cu aburi al lui Rogers și Anderson presupunea numeroase stații de parcurs pentru realimentare și aprovizionare cu apă proaspătă și, în același timp, aceste stații puteau găzdui o "poliție rutieră", precum și depozite de telegraf. Practic, majoritatea satelor irlandeze, indiferent cât de îndepărtate ar fi fost, ar fi participat la această mare rețea de vehicule cu aburi. Localnicii ar putea câștiga bani în plus transportând pietre la stațiile de alimentare cu combustibil, pietre care ar fi folosite pentru a construi, repara sau întreține drumurile. În plus, fiecare sat ar avea nevoie de o echipă locală de reparare a drumurilor.

## Aplicarea militară a vehiculelor rutiere cu aburi
În timpul Războiului din Crimeea (1853-1856), un motor de tracțiune a fost folosit pentru a trage mai multe camioane deschise.
În anii 1870, multe armate au experimentat tractoare cu aburi care trăgeau trenuri rutiere de vagoane de aprovizionare.
Până în 1898, în Anglia, în manevrele militare au fost folosite trenuri cu motoare de tracțiune cu abur cu până la patru vagoane.
În 1900, John Fowler & Co. a furnizat trenuri rutiere blindate pentru a fi folosite de forțele britanice în cel de-al doilea război boer.

## Epoca victoriană a aburului
Deși inginerii au dezvoltat vehicule rutiere ingenioase cu aburi, acestea nu s-au bucurat de același nivel de acceptare și expansiune ca și energia cu aburi pe mare și pe căile ferate la mijlocul și sfârșitul secolului al XIX-lea din "Epoca aburului".
Ransomes a construit în 1841 un motor cu aburi portabil, adică un motor cu aburi de fermă pe roți, transportat de la o fermă la alta de către cai. În anul următor, Ransomes a automatizat-o și a pus motorul să se conducă singur la ferme.
O legislație dură a eliminat practic vehiculele cu propulsie mecanică de pe drumurile Marii Britanii timp de 30 de ani, legea Locomotive Act din 1861 impunând limite de viteză restrictive pentru "locomotivele rutiere" de 5 mph (8 km/h) în orașe și orașe și de 10 mph (16 km/h) la țară. În 1865, Legea privind locomotivele din acel an (celebra lege a steagului roșu) a redus și mai mult limitele de viteză la 4 mph (6,4 km/h) la țară și la doar 2 mph (3,2 km/h) în orașe, impunând, în plus, ca fiecare vehicul să fie precedat de un bărbat purtând un steag roșu (lanternă roșie în timpul orelor de întuneric). În același timp, legea dădea autorităților locale puterea de a specifica orele în care un astfel de vehicul poate utiliza drumurile. Singurele excepții erau tramvaiele stradale care, începând cu 1879, au fost autorizate în baza unei licențe de la Board of Trade.
În Franța, situația a fost radical diferită de cea din 1861, când hotărârea ministerială a autorizat oficial circulația vehiculelor cu aburi pe drumurile obișnuite. În timp ce aceasta a dus la progrese tehnologice considerabile în anii 1870 și 1880, vehiculele cu aburi au rămas totuși o raritate.

Într-o anumită măsură, concurența din partea rețelei feroviare de succes a redus nevoia de vehicule cu aburi. Începând cu anii 1860, atenția s-a îndreptat mai mult spre dezvoltarea diferitelor forme de motoare de tracțiune care puteau fi utilizate fie pentru lucrări staționare, cum ar fi tăierea lemnului și treieratul, fie pentru transportul de încărcături prea voluminoase pentru a fi transportate pe calea ferată. Au fost dezvoltate și camioane cu aburi, dar utilizarea lor s-a limitat, în general, la distribuția locală de materiale grele, cum ar fi cărbunele și materialele de construcție din gări și porturi.

### Mașina cu aburi Rickett of Buckingham
În 1854, Thomas Rickett of Buckingham a construit primul dintre mai multe vagoane cu abur, iar în 1858 l-a construit pe al doilea. În loc să arate ca un vagon cu aburi, acesta semăna cu o mică locomotivă. Acesta era format dintr-un motor cu aburi montat pe trei roți: două roți spate mari acționate și o roată față mai mică, cu ajutorul căreia vehiculul era dirijat. Greutatea mașinii era de 1,5 tone și era ceva mai ușoară decât mașina cu aburi a lui Rickett. Întregul ansamblu era acționat de un lanț de transmisie și se atingea o viteză maximă de 12 mile pe oră.
Doi ani mai târziu, în 1860, Rickett a construit un vehicul similar, dar mai greu. Acest model a încorporat o transmisie cu pinioane în loc de lanț. În proiectul său final, asemănător cu o locomotivă de cale ferată, cilindrii erau cuplați direct în afara manivelelor punții motoare.

### Mașina cu aburi Roper
Sylvester H. Roper s-a plimbat prin Boston, Massachusetts, cu o mașină cu aburi pe care a inventat-o în 1863. Una dintre mașinile sale cu aburi din 1863 a ajuns la Muzeul Henry Ford, unde, în 1972, era cea mai veche mașină din colecție. În jurul anilor 1867-1869 a construit un velociped cu aburi, care este posibil să fi fost prima motocicletă. Roper a murit în 1896 de insuficiență cardiacă în timp ce testa o versiune ulterioară a motocicletei sale cu aburi.

### Mașina cu aburi Manzetti
În 1864, inventatorul italian Innocenzo Manzetti a construit o mașină cu aburi rutieră. Acesta avea cazanul în față și un motor cu un singur cilindru.

### Mașina cu aburi rutieră Holt
H.P. Holt a construit un mic vapor rutier cu aburi în 1866. Capabil să atingă o viteză de douăzeci de mile pe oră pe drumuri plane, acesta avea un cazan vertical în spate și două motoare separate cu doi cilindri, fiecare dintre ele acționând o roată din spate cu ajutorul unui lanț și a unor roți dințate.

### Taylor Steam Buggy
În 1867, bijutierul canadian Henry Seth Taylor a făcut o demonstrație a căruciorului său cu aburi pe patru roți la Târgul Stanstead din Stanstead, Quebec, și din nou în anul următor. Baza căruciorului, pe care a început să îl construiască în 1865, era un cărucior cu roți înalte, cu contravântuiri pentru a susține un motor cu aburi cu doi cilindri montat pe podea.

### Michaux-Perreaux Velocipedul cu aburi
În jurul anilor 1867-1869, în Franța, un motor cu aburi comercial Louis-Guillaume Perreaux a fost atașat la un velociped cu cadru metalic al lui Pierre Michaux, creând velocipedul cu aburi Michaux-Perreaux. Împreună cu velocipedul cu aburi Roper, este posibil să fi fost prima motocicletă. Singurul velociped cu aburi Michaux-Perreaux realizat se află la Musée de l'Île-de-France, Sceaux, și a fost inclus în expoziția The Art of the Motorcycle (Arta motocicletei) de la New York din 1998.

### Căruciorul cu aburi Knight of Farnham
În perioada 1868-1870, John Henry Knight of Farnham a construit o trăsură cu aburi pe patru roți, care inițial avea doar un motor cu un singur cilindru.

### Mașina cu aburi Catley și Ayres din York
În 1869, un mic vehicul cu trei roți propulsat de un motor orizontal cu doi cilindri care acționa puntea spate prin angrenaj cu pinioane, doar o roată spate era acționată, cealaltă rotindu-se liber pe axă. În spate era montat un cazan vertical cu tuburi de fum, cu o carcasă de cupru lustruit peste cutia de foc și coșul de fum, cazanul fiind închis într-o carcasă de mahon. Greutatea era de numai 19 cwt, iar roata din față era folosită pentru direcție.

### Thomson of Edinburgh Road steamer
În 1869, vaporul cu aburi rutier construit de Robert William Thomson din Edinburgh a devenit celebru deoarece roțile sale erau încălțate cu anvelope grele de cauciuc masiv. Primele vapoare cu aburi rutiere ale lui Thomson, fabricate în micul său atelier din Leith, erau echipate cu trei roți, roata mică și simplă din față fiind situată chiar sub volan. Anvelopele, care aveau o grosime de 125 mm (4,92 inch), erau ondulate în interior și aderau la roată prin frecare. Pentru fabricarea lor, a apelat la T. M. Tennant and Co. de la Bowershall Iron and Engine Works, Leith, dar, deoarece nu au putut face față cererii în 1870, o parte din producție a fost mutată la Robey & Co. din Lincoln. În următorii doi ani, Robeys a construit 32 de astfel de vehicule, care erau versiuni de 8 sau 12 cai putere (6,0 sau 8,9 kW). O mare parte dintre acestea au fost exportate. Printre acestea se numără unul în Italia (pentru un experiment de transport public în Bergamo), trei în Austria (Viena) și altele în Turcia, Australia, Noua Zeelandă, India, Irlanda, Chile, Rusia (Moscova) și Grecia. Un alt vehicul cu aburi Thomson a fost construit în 1877, dar, în afară de motoarele de tracțiune, Robeys pare să fi încetat să mai fabrice vehicule rutiere cu aburi până în 1904, când a început să producă camioane rutiere cu aburi.

### Kemna de Est-Prussia Road steamer
În 1871, Julius Kemna, un industriaș german, a început să vândă sisteme englezești de treierat cu abur. Câțiva ani mai târziu, Kemna a început să producă diverse alte vehicule cu aburi (cum ar fi rulouri rutiere), dar și mașini de arat cu aburi și vapoare rutiere de înaltă calitate.

### Randolph of Glasgow Autobuz cu aburi
În 1872, un autobuz cu aburi realizat de Charles Randolph din Glasgow cântărea patru tone și jumătate lungi (5,0 tone scurte; 4,6 t), avea o lungime de 15 picioare (4,57 m), dar avea o viteză maximă de numai șase mile pe oră (9,7 km/h). Două motoare verticale cu doi cilindri erau independente unul de celălalt și fiecare dintre ele acționa una dintre roțile din spate prin intermediul unui angrenaj cu pinioane. Întregul vehicul era închis și dotat cu ferestre de jur împrejur, transporta șase persoane și avea chiar două oglinzi de conducere pentru a observa traficul care se apropia din spate, fiind cel mai vechi caz înregistrat de un astfel de dispozitiv.

### Autobuzul cu aburi Bollée
Între 1873 și 1883, Amédée Bollée din Le Mans a construit o serie de vehicule de pasageri cu aburi, capabile să transporte între 6 și 12 persoane la viteze de până la 60 km/h (37 mph), cu nume precum La Rapide, La Nouvelle, La Marie-Anne, La Mancelle și L'Obéissante. La L'Obeissante, cazanul era montat în spatele compartimentului pentru pasageri, cu motorul în partea din față a vehiculului, acționând diferențialul printr-un arbore cu transmisie prin lanț către roțile din spate. Șoferul stătea în spatele motorului și conducea cu ajutorul unei roți montate pe un arbore vertical. Configurația semăna mai mult cu automobilele mult mai târzii decât cu alte vehicule cu aburi. În plus, în 1873, avea suspensie independentă la toate cele patru colțuri.

### Mașina cu aburi Grenville of Glastonbury
În 1875-1880, R. Neville Grenville of Glastonbury a construit un vehicul cu aburi pe 3 roți care se deplasa cu o viteză maximă de 15 mile pe oră (24 km/h). Acest vehicul încă mai există, conservat timp de mulți ani la Bristol City Museum, dar din 2012 la National Motor Museum, Beaulieu.

### Mașina cu aburi Cederholm din Suedia
În 1892, pictorul Joens Cederholm și fratele său, André, un fierar, au proiectat primul lor automobil, un vehicul cu două locuri, introducând un condensator în 1894. Nu a fost un succes.

### Mașina cu aburi Shearer of South Australia
Începând cu 1894, David Shearer a proiectat și construit primul automobil din Australia. Acesta era capabil să atingă 15 mile pe oră (24 km/h) pe străzile din Adelaide, Australia de Sud. Cazanul a fost proiectat de el însuși, fiind un cazan orizontal de tip semi-flash. Direcția era de tip timonă, iar o fotografie a vehiculului arată că acesta transporta opt pasageri. Articolul de presă despre mașină conține un desen secțional al modelului. Prima încercare oficială pe șosea a mașinii a avut loc în 1899.

### De Dion & Bouton Vehicule cu aburi
Dezvoltarea de către Léon Serpollet a cazanului cu aburi flash a dus la apariția diferitelor tricicluri și cvadricicluri cu aburi de dimensiuni reduse la sfârșitul anilor '80 și începutul anilor '90, în special de Dion și Bouton, care au concurat cu succes în cursele pe distanțe lungi, dar care au fost în curând supuse unei concurențe acerbe din partea mașinilor cu motor cu combustie internă dezvoltate, în special de Peugeot, care au acaparat rapid cea mai mare parte a pieței populare. În fața avalanșei de mașini cu combustie internă, susținătorii mașinilor cu aburi au trebuit să ducă o lungă bătălie în spatele gărzii, care avea să dureze până în epoca modernă.

### Locomobile Company of America
Această firmă americană a cumpărat brevetele de la frații Stanley și a început să construiască trăsurile cu aburi între 1898 și 1905. Locomobile Company of America a continuat să construiască automobile pe gaz și a rezistat până la Criză.

### Stanley Motor Carriage Company
În 1902, gemenii Francis E. Stanley (1849-1918) și Freelan O. Stanley au înființat Stanley Motor Carriage Company. Aceștia au realizat modele celebre, precum Stanley Rocket din 1906, Stanley K Raceabout din 1908 și Stanley Steam Car din 1923.

## De la începutul până la jumătatea secolului al XX-lea
Pentru o istorie mai detaliată a mașinilor cu aburi din secolul al XX-lea, vezi Mașină cu aburi.
În 1906, recordul de viteză pe uscat a fost doborât de o mașină cu aburi Stanley, pilotată de Fred Marriott, care a atins 127 mph (204 km/h) la Ormond Beach, Florida. Această "Săptămână a vitezei", care dura o săptămână, a fost precursoarea cursei Daytona 500 de astăzi. Acest record nu a mai fost depășit de niciun vehicul terestru până în 1910 și a rămas recordul mondial de viteză cu aburi până la 25 august 2009.

## Dublă mașină cu aburi
S-au făcut încercări de a aduce pe piață mașini cu aburi mai avansate, cea mai remarcabilă fiind mașina cu aburi Doble, care a redus foarte mult timpul de pornire prin încorporarea unui generator de abur monotub foarte eficient pentru a încălzi o cantitate mult mai mică de apă, împreună cu o automatizare eficientă a arzătorului și a controlului alimentării cu apă. Până în 1923, mașinile cu aburi Doble puteau fi pornite de la rece prin rotirea unei chei și puteau fi pornite în 40 de secunde sau mai puțin.

### Mașina cu aburi Paxton Phoenix
Abner Doble a dezvoltat motorul Doble Ultimax pentru mașina cu aburi Paxton Phoenix, construită de Paxton Engineering Division of McCulloch Motors Corporation, Los Angeles. Puterea sa maximă susținută era de 120 CP (89 kW). Proiectul a fost în cele din urmă abandonat în 1954.

### Declinul dezvoltării automobilelor cu aburi
Mașinile cu aburi au devenit mai puțin populare după adoptarea starterului electric, care a eliminat necesitatea unei manivele manuale riscante pentru a porni mașinile alimentate cu benzină. Introducerea producției de masă în linie de asamblare de către Henry Ford, care a redus enorm costul deținerii unui automobil convențional, a fost, de asemenea, un factor important în dispariția mașinii cu aburi, deoarece modelul T era atât ieftin, cât și fiabil.

## Sfârșitul secolului XX
A se vedea mașina cu aburi#Poluarea aerului, crizele de combustibil, reapariția și entuziaștii

### Interes reînnoit
În 1968 s-a manifestat un interes reînnoit, uneori determinat de noile tehnici disponibile. Unele dintre aceste proiecte au folosit cazane cu tuburi de apă mai sigure și mai receptive. O mașină prototip a fost construită de Charles J. & Calvin E. Williams din Ambler, Pennsylvania. Alte mașini cu aburi de înaltă performanță au fost construite de Richard J. Smith din Midway City, California, și A.M. și E. Pritchard din Caulfeld, Australia. Companii/organizații precum Controlled Steam Dynamics din Mesa, Arizona, General Motors, Thermo-Electron Corp. din Waltham, Massachusetts, și Kinetics Inc. din Sarasota, Florida, toate au construit motoare cu abur de înaltă performanță în aceeași perioadă. Bill Lear a început, de asemenea, să lucreze la o turbină cu abur cu circuit închis pentru alimentarea mașinilor și autobuzelor, a construit un autobuz de transport în comun și a transformat un sedan Chevrolet Monte Carlo pentru a utiliza acest sistem de turbine. Acesta folosea un fluid de lucru brevetat, denumit Learium, posibil un clorofluorocarbon similar cu Freon de la DuPont.
În 1970 a fost realizată o variantă a mașinii cu aburi de către Wallace L. Minto, care funcționează cu fluorocarbon Ucon U-113 ca fluid de lucru în loc de apă. Automobilul a fost denumit automobilul Minto.

### Record de viteză pe uscat
La 25 august 2009, o echipă de ingineri britanici din Hampshire a rulat cu mașina lor cu aburi "Inspiration" la baza aeriană Edwards Air Force Base din deșertul Mojave, și a înregistrat o medie de 139,84 mph (225,05 km/h) în două curse, fiind condusă de Charles Burnett III. Mașina avea 7,62 m (25 ft 0 in) lungime și cântărea 3.000 kg (6.614 lb), fiind construită din fibră de carbon și aluminiu și conținea 12 cazane cu peste 2 mile (3,2 km) de tuburi de abur.